# Denis Pigott
Denis Pigott (15 de octubre de 1946) es un jinete australiano que compitió en la modalidad de concurso completo. Participó en los Juegos Olímpicos de Montreal 1976, obteniendo una medalla de bronce en la prueba por equipos.

## Palmarés internacional
| Juegos Olímpicos | Juegos Olímpicos  | Juegos Olímpicos  | Juegos Olímpicos |
| Año              | Lugar             | Medalla           | Categoría        |
| ---------------- | ----------------- | ----------------- | ---------------- |
| 1976             | Montreal (Canadá) | Medalla de bronce | Por equipos      |